# Niccolò Boldrini
Niccolò Boldrini (Vicenza, 1500 circa – Venezia, dopo il 1566) è stato un incisore e illustratore italiano.

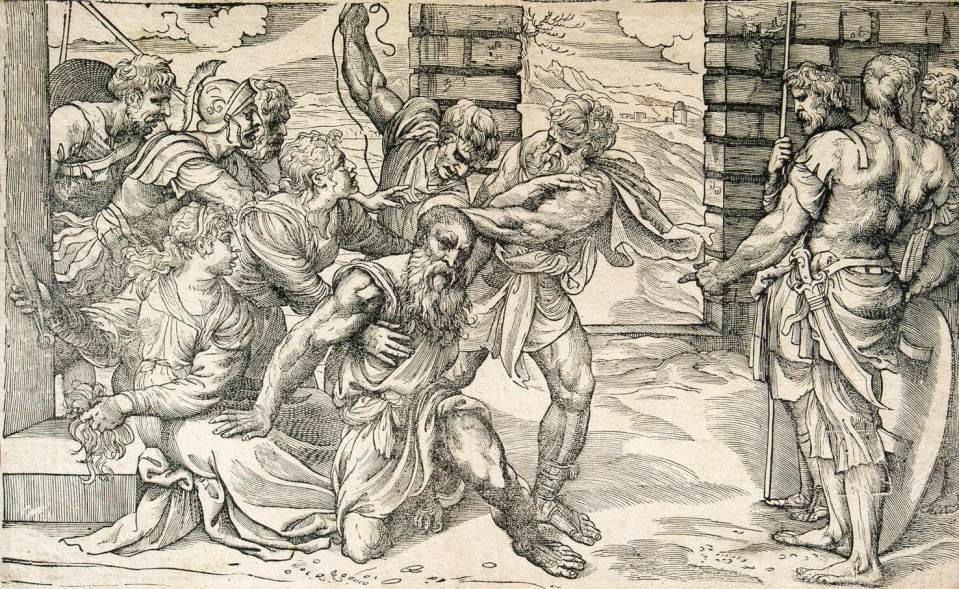
Sansone e Dalila, di Niccolò Boldrini

È stato spesso confuso con Niccolò Vicentino. Boldrini è stato un incisore su legno, nato a Vicenza nei primi anni del XVI secolo, e che viveva ancora nel 1566. Le sue stampe sono soprattutto tratte dalle opere di Tiziano, che potrebbe essere stato il suo maestro. 

## Vita e opere
Poco si sa della sua vita; nemmeno le date di nascita e morte sono sicure. La maggior parte delle fonti portano a credere che è nato nel primo decennio del XVI secolo, ma il sito di Art Institute di Chicago anticipa la sua nascita al 1492.
Boldrini ha stampato una copia del ritratto di Albrecht Dürer, Il Barone di Schwarzenburg, ma la sua fama attuale è dovuta a sette opere tratte da disegni di Tiziano, che il maestro veneziano potrebbe aver disegnato esplicitamente per essere stampate. Tra questi: Venere e Cupido (1566, unica sua stampa firmata), contadina che munge una mucca (o La lattaia), Sansone e Dalila (c. 1540-1548), misura circa mezzo metro di lunghezza, e di Santa Catarina e San Sebastiano con quattro altri santi. Quest'ultima stampa ha la particolarità che la testa di San Sebastiano è stata stampata separatamente e montata, presumibilmente per riparare un deterioramento della matrice originale.
Una menzione speciale deve essere fatta per la caricatura che Tiziano fece all'antica scultura di Laocoonte ed i suoi figli: sostituì i personaggi muscolosi con scimmie. Questo gruppo scultoreo (ora nei Musei Vaticani) era idolatrato dagli artisti manieristi che lo hanno ispirato, nudo pomposo progettazione. Forse Tiziano voleva provocare sull'eccessiva fama di questa scultura ed è stato Boldrini a stamparla.
Le stampe del Boldrini si possono ammirare nei più famosi musei come il British Museum, il Metropolitan Museum of Art di New York, l'Art Institute of Chicago e l'Ermitage di San Pietroburgo. Nel 2012 il Getty Center di Los Angeles ha acquisito una copia della caricatura di Laocoonte. Le stampe fatte da Boldrini dei disegni di Tiziano sono di duplice interesse, in quanto non ci sono rimasti i disegni originali del pittore.
La data esatta della morte del Boldrini è sconosciuta. Nel 1566 ha continuato a lavorare tanto che la sua unica stampa firmata riporta questa data, e alcune fonti portano la sua morte nel 1570.
Tranne Venere e Cupido, nessuna delle stampe dei disegni di Tiziano sono firmate, il che ha innescato un dibattito tra esperti; alcuni addirittura gli attribuiscono solo la sua unica opera firmata, e si suppone che le altre siano da attribuirsi ad altri artisti come Giovanni Britto.
Fece anche dei lavori con la tecnica della xilografia. Ha inciso John Baron de Schwarzenburg dopo Dürer e le stampe seguenti tratte dalle opere di Tiziano:
- Offerta dei Saggi
- San Girolamo prega nel deserto
- Sei santi tra cui Caterina e Sebastiano
- Paesaggio montuoso con donna che munge
- Venere con Cupido
- Scoiattolo su un ramo